# Tennistoernooi van Sydney 1999
|                                            |  |                                    |
| Lindsay Davenport, winnares bij de vrouwen |  | Todd Martin, winnaar bij de mannen |

Het tennistoernooi van Sydney van 1999 werd van maandag 7 tot en met zaterdag 16 januari 1999 gespeeld op de hardcourt-buitenbanen van het White City Stadium in de Australische stad Sydney. De officiële naam van het toernooi was Adidas International. Het was de 107e editie van het toernooi.
Het toernooi bestond uit twee delen:
- WTA-toernooi van Sydney 1999, het toernooi voor de vrouwen
- ATP-toernooi van Sydney 1999, het toernooi voor de mannen

ATP-toernooi van Sydney – WTA-toernooi van Sydney

Toernooien sinds 1990:
1990 · 1991 · 1992 · 1993 · 1994 · 1995 · 1996 · 1997 · 1998 · 1999 · 2000 · 2001 · 2002 · 2003 · 2004 · 2005 · 2006 · 2007 · 2008 · 2009 · 2010 · 2011 · 2012 · 2013 · 2014 · 2015 · 2016 · 2017 · 2018 · 2019 · 2020 · 2021 · 2022